# LUTADOR FIGHT CO.
LUTADOR FIGHT CO.（ルタドール ファイト）は、宮嶋隆一が2003年に立ち上げた格闘技を主体としたアパレルブランド。
同プロデュース デザイン事務所でデザイン チームを発足し「インク・ワークス」も展開している。格闘技に関連した試合用ウェアを中心としながらも、ファッション性のある商品展開で支持される。ファッション性のある商品では『LTDR』としても展開。

## 概要
『LUTADOR』（ルタドール）とは、ポルトガル語で「ファイター」、何事にも挑戦する人の事（仕事、趣味など含む）を意味する。
デザイナーでもある宮嶋が、以前、他のブランドなどのデザインを担当する傍ら、自分の所有する店舗用の買い付けに海外に行くその中で、『輸入品』『映画』『音楽』などに魅了されたことがそもそもの始まりである。LUTADOR FIGHT CO.の名付け親である。
LUTADORの略語である『LTDR』（エル・ティー・ディー・アール）は、呼称や洋服のデザインに用いられている。また、LUTADOR KIMONOSとして、JIU-JITSU 柔術衣（試合用の道着）を開発し、自ら2007年に、ルタドール・キモノスを立ち上げる。

## トレードマーク
ブランドのトレードマークは赤と黒をあしらったロゴで、イメージカラーは白、黒、赤である。

### 関連ブランド・関連事業
現在 LUTADOR FIGHT CO. は同ブランドの下で、代表自らプロデュースした、JIU-JITSU 柔術衣（試合用の胴衣）「LUTADOR KIMONOS」や、ファッション性の『LTDR』を展開。2Fの事務所での販売で主にネット販売が支流であったが、今は、同ビルの1階店舗で展示・販売している。
セレクトショップは「Coconut Crush」（以前、海外のウェアや、トーイ（玩具））を主に輸入販売していた。ショップは、20年前にインポート ショップとして展開され、趣味である輸入のウェアやトーイで埋め尽くされていた。
現在は他社のデザインなど、製作・企画も手掛け、事業は今後も拡大の方針をとるものと思われる。コラボレーションによる商品も発売されている。
LUTADOR ブランドは、もはや単なる格闘ブランドという認識に留めることは出来ない程、デザインが多彩である。
オンラインショップは勿論、現在は2007年から「LUTADOR KIMONOS PC&MOBILE SHOPPING」というネット上でのPC連動モバイルのオンラインショップを開設。
また、格闘技専門のDVDを専門とした、DVD WEB STOREも店舗とオンラインショップもある。

## 東日本大震災へのチャリティー活動
海外の格闘家から日本で何か力になれないかと多くの声が寄せられ、2011年3月、事務所内に『東日本大震災募金 SJV事務局』を立ち上げる。
交流のあるアメリカン キックボクシング アカデミー（AKA)、ワンド ファイト チーム ヴァンダレイ・シウバ（Wand Fight Team & Wanderlei Silva）、UFCファイター、Strikeforceファイター、山本“KID”徳郁、福田力、および彼等のマネージメントオフィスであるINFY Entertainmentと共に、"募金 チャリティーオークション"として、Yahoo! JAPANを運営するヤフー株式会社と契約を結ぶ。
米国格闘業界のファイター、ジムおよびプロモーターに提案し、ヤフージャパン内に、オークションサイトを開設。
SJV事務局の活動提供・協賛・サポートしてくれるファイター、アカデミーおよび、プロモーター等から提供されるMMA、柔術関連グッズ等を出品。
オークションサイト形式とし、落札額を”東北関東大震災 MMA基金”義援金として、被災地に直接出向き、手渡しで寄付するという活動。

## 最新情報　BLOG （ブログ） リンク
- LUTADOR INFORMATION BLOG
- LUTADOR INFORMATION BLOG
- SAVE JAPAN VICTIMS BLOG